# Adventure Thru Inner Space

Adventure Thru Inner Space (Aventure à travers l'Espace Interne) était une attraction présentée par Monsanto dans le Tomorrowland de Disneyland. Elle a ouvert le 5 août 1967, comme une partie du Nouveau Tomorrowland (de 1967) et a fermé à la fin de l'année 1985 afin de libérer l'espace pour l'attraction Star Tours.
L'attraction devait être dupliquée dans le parc WestCOT en Californie, mais le projet ayant été annulé elle ne fut pas construite. Elle devait s'appeler Cosmic Journeys et agrandir le visiteur jusqu'à l'infiniment grand et permettre de contempler l'univers entier avec ses galaxies.

## L'attraction
Paul Frees est le narrateur de l'attraction  ainsi que celui de Haunted Mansion, toujours ouverte.
Les omnimovers utilisés dans l'attraction étaient surnommées Automobiles et une réplique du Fantastique Microscope est visible en tant qu'hommage dans le film Star Tours.
- Ouverture : 5 août 1967[1]
- Fermeture: 2 septembre 1985[1]
- Conception : WED Enterprises
- Partenaire : Monsanto
- Situation : 33° 48′ 43″ N, 117° 55′ 05″ O
- Attractions précédentes :
  - Monsanto Hall of Chemistry (1955-1966)
  - Le Hall of Aluminium Fame (1955-1960)
- Attraction suivante :
  - Star Tours
- Ticket requis : "C"
- Type d'attraction : parcours scénique en Omnimover

### Synopsis
L'attraction est un parcours en Omnimover avec une narration par un scientifique. Les visiteurs sont emmenés à travers le Fantastique Microscope (Mighty Microscope). La première étape est la réduction des visiteurs symbolisée par la croissance d'un flocon de neige jusqu'à sa structure moléculaire.
Les visiteurs continuent leur réduction jusqu'à ce que le véhicule entre dans un atome. Dedans les électrons les encerclent puis une boule rougeoyante représente le noyau de l'atome. Le narrateur déclare alors qu'il ne désire pas entrer dans le noyau et le visiteur semble alors grandir. C'est à cet instant qu'un énorme œil humain observe le véhicule au travers d'un oculaire de microscope. Le véhicule reprend petit à petit une taille normale, l'attraction s'arrête lorsque cette dernière est atteinte.

### Le thème musical
Le thème musical a été, comme pour plusieurs attractions développées par WED Entreprises dans les années 1960 (It's a Small World, Carousel of Progress ou Enchanted Tiki Room), confié par Walt Disney aux Frères Sherman. La musique d'ouverture et de fermeture d'Adventure Thru Inner Space est la chanson Miracles from Molecules et supporte le message de l'attraction et le but de la société Monsanto.

## Le saviez-vous?
- Le Fantastique Microscope est visible dans le film de l'attraction Star Tours en hommage à Adventure Thru Inner Space
- Les Omnimovers utilisés dans l'attraction étaient appelés Atommobiles
- Adventure Thru Inner Space est la première attraction utilisant le système Omnimover
- L'attraction est présente dans l'une des salles publiques virtuelles de l'extension de Tomorrowland du Disney's Virtual Magic Kingdom. Elle comprend les Atom-Mobiles et le Mighty Microscope ainsi que la chanson Miracles from Molecules.
- Un hommage humoristique à l'attraction est audible dans les téléphones d'Innoventions à Disneyland. La parodie utilise la narration de l'attraction par Paul Frees pour informer l'auditeur sur le réseau de fibre optique. Mais les téléphones ont été supprimés.
- L'œil du scientifique à la fin de l'attraction, qui était un véritable orifice, fut sujet à de nombreuses dégradations à la suite de l'envoi d'objet au travers. Une protection fut placée devant mais c'est cette dernière qui fut dégradée, laissant touteofis l'œil intact.